# Landschaftsschutzgebiet Schloßpark und die Kreihörn in Dornum
Das Landschaftsschutzgebiet Schloßpark und die Kreihörn in Dornum ist ein Landschaftsschutzgebiet im Landkreis Aurich des Bundeslandes Niedersachsen. Es liegt vollständig auf dem Gebiet der Gemeinde Dornum und trägt die Nummer LSG AUR 00019.

## Beschreibung des Gebiets
Das 1965 ausgewiesene Landschaftsschutzgebiet umfasst eine Fläche von 0,12 Quadratkilometern und liegt nördlich der Straße Coldehörn und westlich der Accumer Riege. Das Landschaftsschutzgebiet ist ein „Zusammenhängendes Park- und (Bruch)waldgebiet mit Schloßanlage und dazugehörigen Zingel in Ortsrandlage von Dornum“. Das Areal gilt als ökologisch bedeutendes Gehölz mit naturwaldähnlichen Teilbereichen. Es ist Lebensraum vielgestaltigen Avifauna und anderer Tiere. Unter Schutz gestellt wurde das Gebiet auch wegen des Vorkommens botanischer Seltenheiten und seiner Landschafts- und ortsbildprägenden Eigenschaften im Übergangsbereich von Brackmarsch zur Seemarsch. Der Schlosspark ist ein lokalklimatisch wertvoller Naherholungsraum.

## Schutzzweck
Genereller Schutzzweck sind der „Erhalt kulturhistorisch bedeutender Baudenkmale in naturnaher Umgebung, Sicherung eines markanten Altbaumbestandes.“